# Mimudea assutalis
Mimudea assutalis là một loài bướm đêm trong họ Crambidae.